# Liste der Monuments historiques in Cour-Saint-Maurice
Die Liste der Monuments historiques in Cour-Saint-Maurice führt die Monuments historiques in der französischen Gemeinde Cour-Saint-Maurice auf.

## Liste der Immobilien
| Bezeichnung                 | Beschreibung                                                                                                  | Standort                  | Kennzeichnung | Schutzstatus | Datum | Bild           |
| --------------------------- | --- | ------------------------- | ------------- | ------------ | ----- | -------------- |
| Friedhofskapelle St-Maurice | Chor und Saktistei der alten Pfarrkirche, um 1040, Mitte des 18. Jahrhunderts in wesentlichen Teilen erneuert | Rue de la Chapelle (Lage) | PA25000059    | Inscrit      | 2008  | weitere Bilder |

## Liste der Objekte
| Bezeichnung      | Beschreibung                                                     | Standort                      | Kennzeichnung | Schutzstatus | Datum | Bild |
| ---------------- | ---------------------------------------------------------------- | ----------------------------- | ------------- | ------------ | ----- | ---- |
| Krankenziborium  | Kupfer, 15. Jahrhundert                                          | in der Kirche St-Ursin (Lage) | PM25000589    | Classé       | 1979  |      |
| Kelch und Patene | Silber, gemarkt 1721, Goldschmied Jean Carandet                  | in der Kirche St-Ursin (Lage) | PM25000590    | Classé       | 1979  |      |
| Kelch und Patene | Silber, gemarkt 1734, Goldschmied Pierre-François Grandguillaume | in der Kirche St-Ursin (Lage) | PM25001558    | Classé       | 1979  |      |